# Saint-Gobain (Aisne)
Pour les articles homonymes, voir Saint-Gobain (homonymie).
Saint-Gobain est une commune française située dans le département de l'Aisne, en région Hauts-de-France.

## Géographie

### Description
Située à 8 km de La Fère, à 12 km de Coucy-le-Château et de Tergnier, à 14 km de Chauny et d'Anizy-le-Château et à 21 km de Laon, la commune est enserrée par la forêt domaniale de Saint-Gobain, appelée forêt de Voas au Moyen Âge puis haute forêt de Coucy ensuite.
La gare la plus proche est la gare de La Fère située à 8 km mais la gare de Tergnier, située à 12 km présente l'avantage d'être desservie par des trains directs pour Paris-Nord et en direction de Maubeuge pour Saint-Quentin.
Saint-Gobain est à 15 km de l'échangeur no 12 de l'A26.

### Communes limitrophes
| Servais          | Deuillet, Bertaucourt-Epourdon | Fressancourt                                         |
|                  | Saint-Gobain                   | Fourdrain Crépy Saint-Nicolas-aux-Bois               |
| Barisis-aux-Bois | Septvaux                       | Bucy-les-Cerny Cessières-Suzy (Cne deléguée de Suzy) |

### Hydrographie

#### Réseau hydrographique
La commune est située dans le bassin Seine-Normandie. Elle est drainée par le ruisseau de Servais, le cours d'eau 01 de Briquenet, le ruisseau de la Bovette, le ruisseau de Missancourt, le cours d'eau 01 de la commune de Deuillet, le cours d'eau 01 de la Plaine Jean Moussu, le cours d'eau 01 du Vivret, le cours d'eau 02 de la commune de Bertaucourt-Epourdon, le fossé 01 de la commune de Servais, le fossé 03 de la commune de Bertaucourt-Epourdon, le fossé du Champ Bateau et le fossé du Sart des Nonnains,,.
Le ruisseau de Servais, d'une longueur de 17 km, prend sa source dans la commune de Septvaux et se jette  dans l'Oise (rive gauche) à Amigny-Rouy, après avoir traversé sept communes.

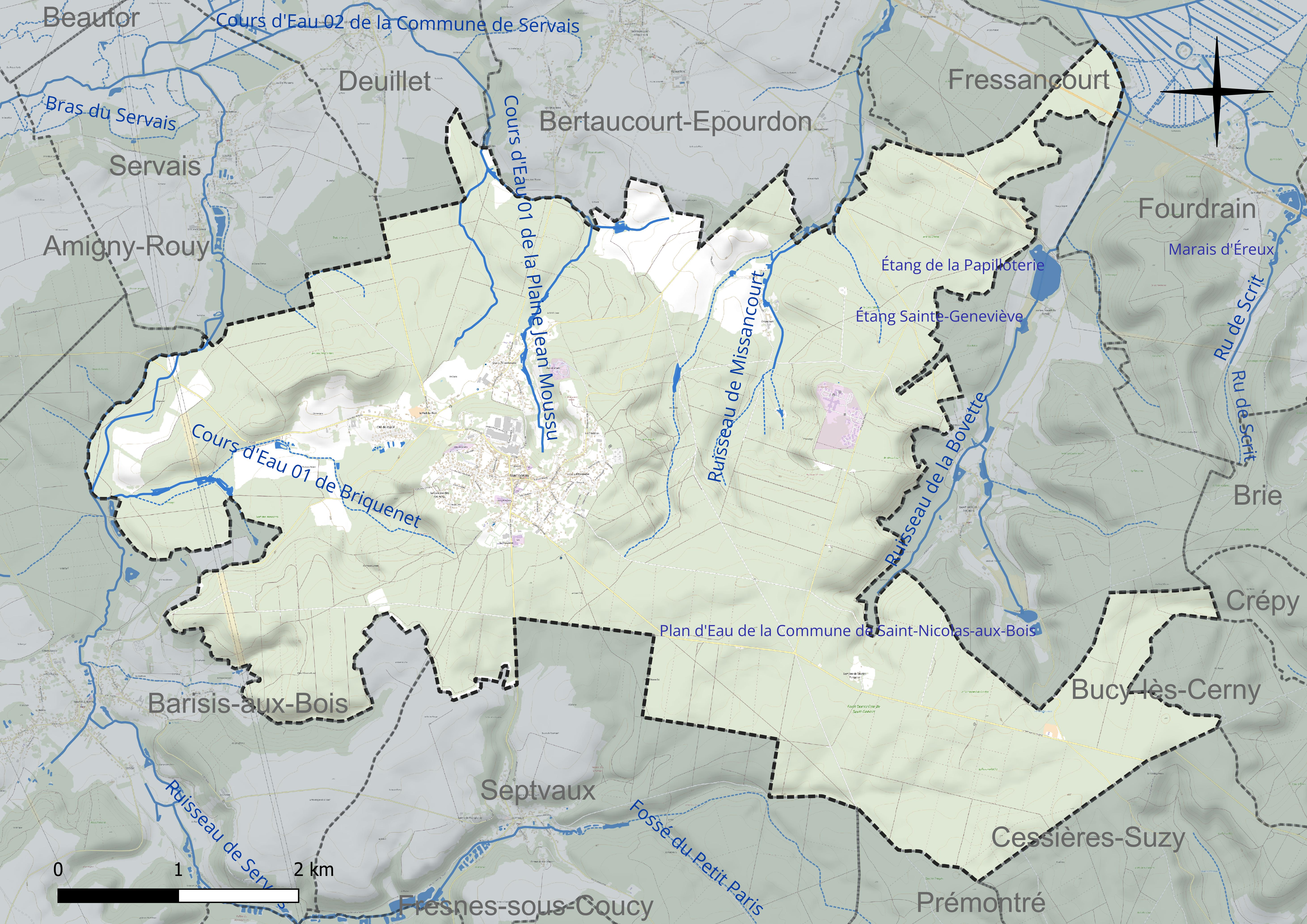
Réseau hydrographique de Saint-Gobain.

Un plan d'eau complète le réseau hydrographique : l'étang du Pré Lardot (0,7 ha),.

#### Gestion et qualité des eaux
Le territoire communal est couvert par le schéma d'aménagement et de gestion des eaux (SAGE) « Oise moyenne ». Ce document de planification concerne un territoire de 1 013 km2 de superficie, délimité par le bassin versant de l'Oise moyenne. Le périmètre a été arrêté le 24 avril 2017 et le SAGE est, en 2024, encore en élaboration. La structure porteuse de l'élaboration et de la mise en œuvre est le syndicat mixte du SAGE Oise-Moyenne (SMOM).
La qualité des cours d'eau peut être consultée sur un site spécial géré par les agences de l'eau et l'Agence française pour la biodiversité.

### Climat
Pour des articles plus généraux, voir Climat des Hauts-de-France et Climat de l'Aisne.
En 2010, le climat de la commune est de type climat océanique dégradé des plaines du Centre et du Nord, selon une étude du CNRS s'appuyant sur une série de données couvrant la période 1971-2000. En 2020, Météo-France publie une typologie des climats de la France métropolitaine dans laquelle la commune est exposée à un climat océanique altéré et est dans la région climatique Nord-est du bassin Parisien, caractérisée par un ensoleillement médiocre, une pluviométrie moyenne régulièrement répartie au cours de l'année et un hiver froid (3 °C).
Pour la période 1971-2000, la température annuelle moyenne est de 10,1 °C, avec une amplitude thermique annuelle de 15 °C. Le cumul annuel moyen de précipitations est de 771 mm, avec 11,9 jours de précipitations en janvier et 8,9 jours en juillet. Pour la période 1991-2020, la température moyenne annuelle observée sur la station météorologique la plus proche, située sur la commune de Chauny à 11 km à vol d'oiseau, est de 11,1 °C et le cumul annuel moyen de précipitations est de 709,9 mm,. Pour l'avenir, les paramètres climatiques de la commune estimés pour 2050 selon différents scénarios d'émission de gaz à effet de serre sont consultables sur un site spécial publié par Météo-France en novembre 2022.

## Urbanisme

### Typologie
Au 1er janvier 2024, Saint-Gobain est catégorisée bourg rural, selon la nouvelle grille communale de densité à 7 niveaux définie par l'Insee en 2022.
Elle appartient à l'unité urbaine de Saint-Gobain, une unité urbaine monocommunale constituant une ville isolée,. La commune est en outre hors attraction des villes,.

### Occupation des sols
L'occupation des sols de la commune, telle qu'elle ressort de la base de données européenne d'occupation biophysique des sols Corine Land Cover (CLC), est marquée par l'importance des forêts et milieux semi-naturels (85,5 % en 2018), une proportion sensiblement équivalente à celle de 1990 (85,4 %). La répartition détaillée en 2018 est la suivante : 
forêts (84,8 %), terres arables (6,8 %), zones urbanisées (5,6 %), zones agricoles hétérogènes (2,1 %), milieux à végétation arbustive et/ou herbacée (0,7 %).
L'évolution de l'occupation des sols de la commune et de ses infrastructures peut être observée sur les différentes représentations cartographiques du territoire : la carte de Cassini (XVIIIe siècle), la carte d'état-major (1820-1866) et les cartes ou photos aériennes de l'IGN pour la période actuelle (1950 à aujourd'hui).

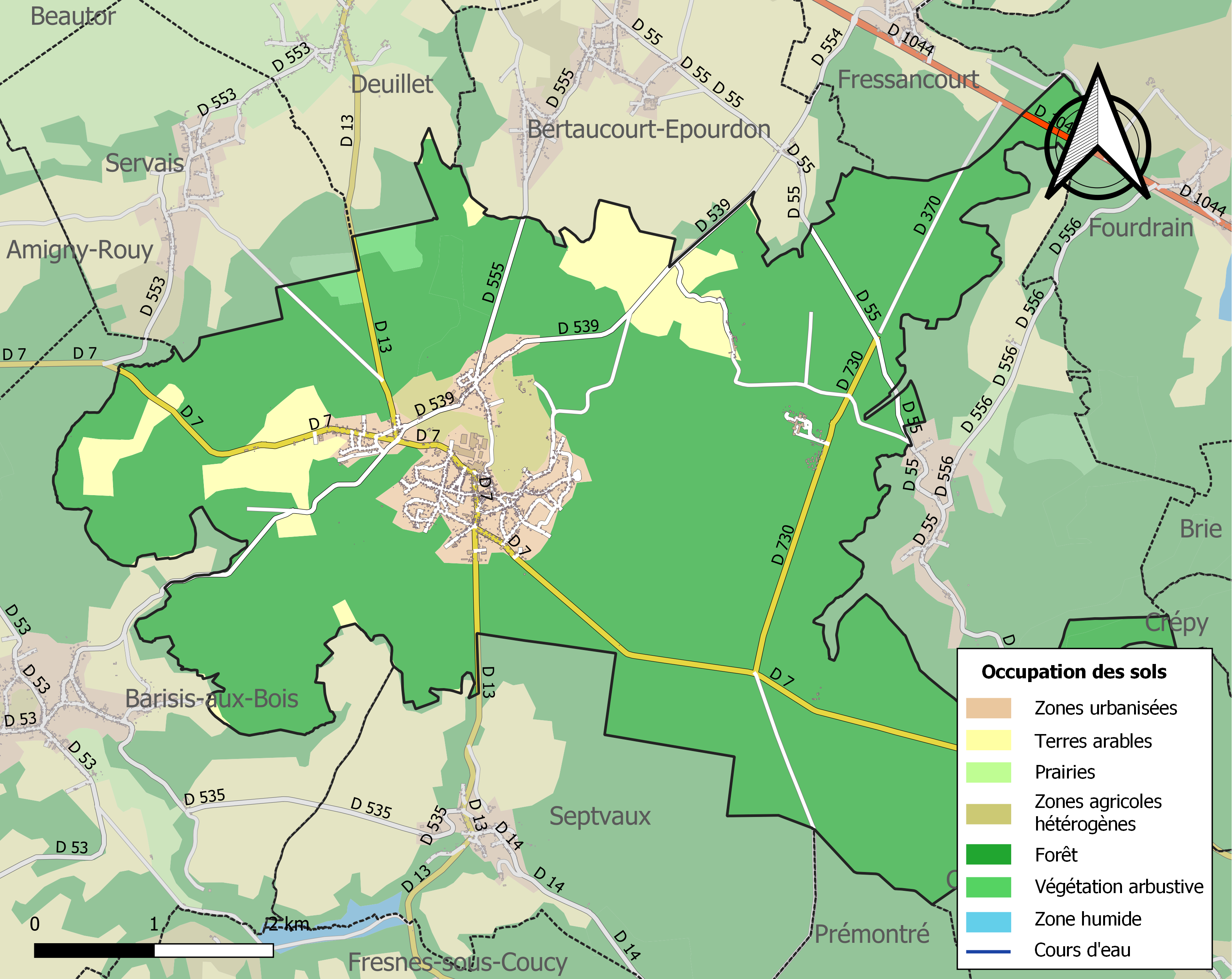
Carte de l'occupation des sols de la commune en 2018 (CLC).

## Toponymie
Le nom de la localité est attesté sous les formes Sanctus-Gobanus (1131) ; ecclesia Beati-Gobani (1190) ; Sanctus-Goubanus (1202) ; Sanctus-Guobanus (1269) ; Saint-Goubain (1344) ; Saint-Goubaing (1417) ; Sainct-Goubain (1479) ; Sainct-Gobaing (1554) ; Saint-Gaubin (1578) ; Saint-Gobin (1591) ; Sainct-Gobain (1630).

Durant la Révolution, la commune porte le nom de Mont-Libre en 1793.
Saint-Gobain est un hagiotoponyme qui fait référence à Gobain de Voas, saint chrétien d'origine irlandaise. Il aurait séjourné à l'abbaye Saint-Vincent de Laon ou à Corbeny, avant de s'installer dans un ermitage et être décapité par des maraudeurs en 670, dans la forêt de Voas, à laquelle on donna son nom. Il est enterré dans son oratoire, devenu un lieu de pèlerinage.

## Histoire

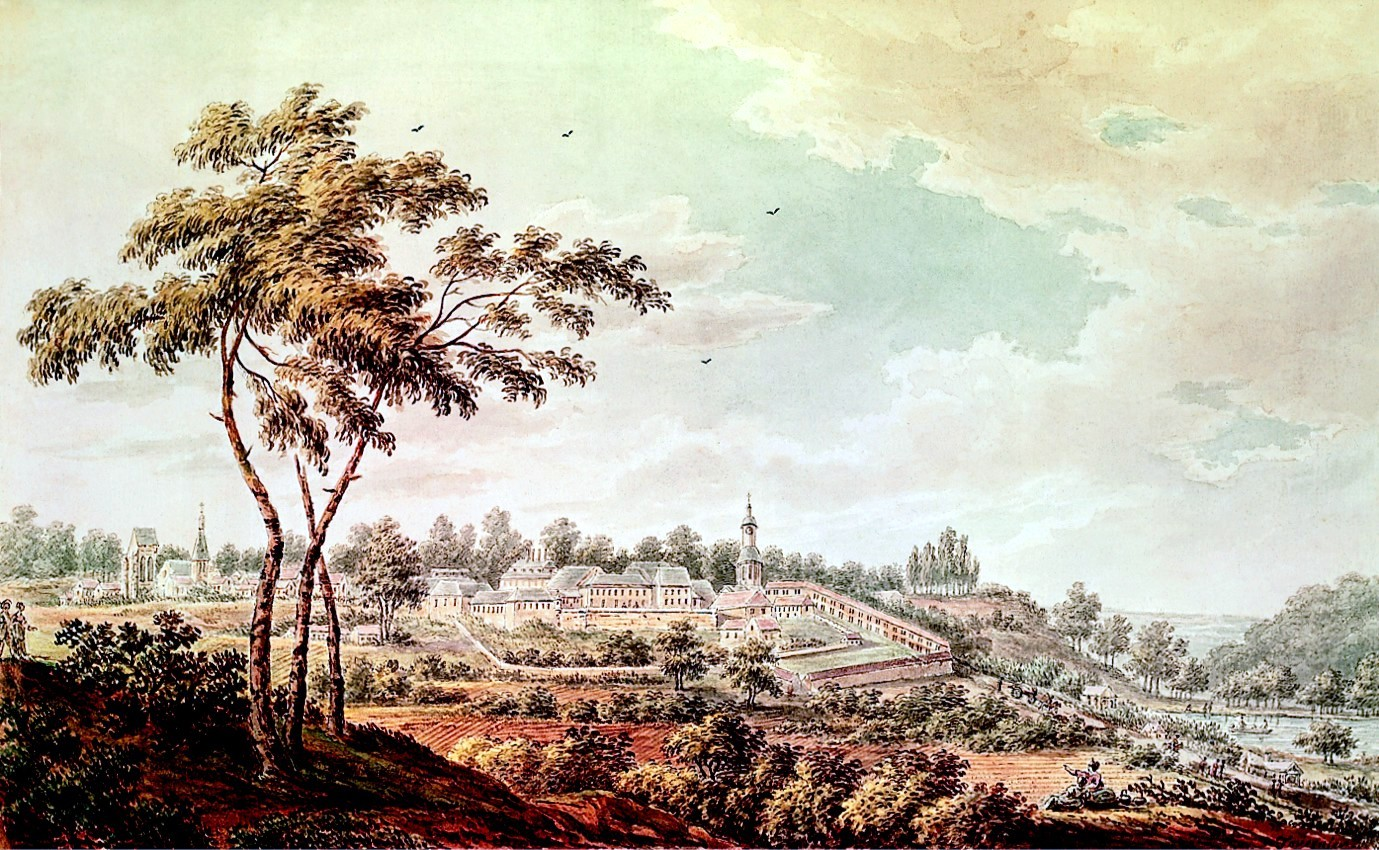
La manufacture au XVIIIe siècle.

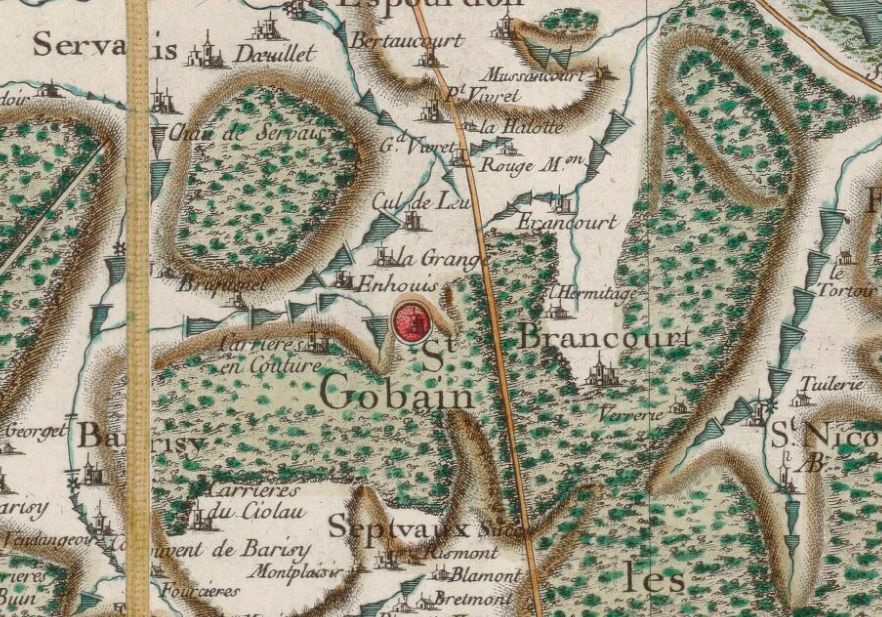
Saint-Gobain et ses environs sur la carte de Cassini (XVIIIe siècle).

En 1692, les associés de la manufacture royale des glaces, créée en 1665 à l'initiative de Jean-Baptiste Colbert pour contrer la suprématie vénitienne dans le domaine des verres à miroir s'implantent sur le site de l'ancien château-fort  qu'Enguerrand de Coucy avait fait construire sur l'éperon rocheux de Saint-Gobain et qui avait été démantelé au milieu du XVe siècle, attirés par le caractère isolé des lieux qui préservait les secrets de fabrications, ainsi que par la présence d'importantes forêts pourvoyeuses de bois de chauffage permettant la fusion à haute température du verre. Les premiers verriers de Saint-Gobain proviennent d'une glacerie exploitée à Tourlaville, et l'on compte une centaine d'ouvriers vers 1700, plus les bucherons. En 1788, ils sont 500 et quatre fours de fusion alimentent la manufacture, répartis dans deux halles. La production est arrêtée pendant la Révolution française et reprend en 1795, et surtout à partir de 1800. Vers 1810, la manufacture emploie 1000 personnes et dispose de 4 fours répartis dans quatre halles. À partir de 1806, la production de l'usine se diversifie : en effet, pour abaisser la température de fusion (1700°) du sable pour le transformer en verre , on peut ajouter des « fondants », comme la soude, et une première soudière est aménagée au hameau de Charles-Fontaine à Saint-Gobain. Petit à petit, l'industrie chimique se développe à Saint-Gobain puis à Chauny, avec la fabrication d'ammoniaque, d'engrais superphosphates, d'acide sulfurique…
Saint-Gobain était autrefois reliée à la gare de Chauny par la ligne de Chauny à Saint-Gobain (1856-1950) et à la gare de Tergnier par un tramway sur route géré par la Compagnie des chemins de fer départementaux de l'Aisne.

Saint-Gobain au tout début du XXe siècle
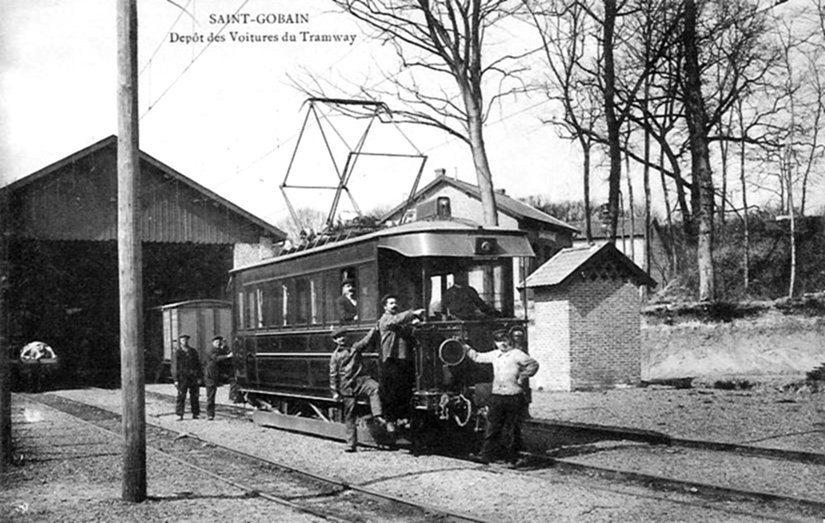
Le dépôt du tramway de Tergnier à Anizy-Pinon.
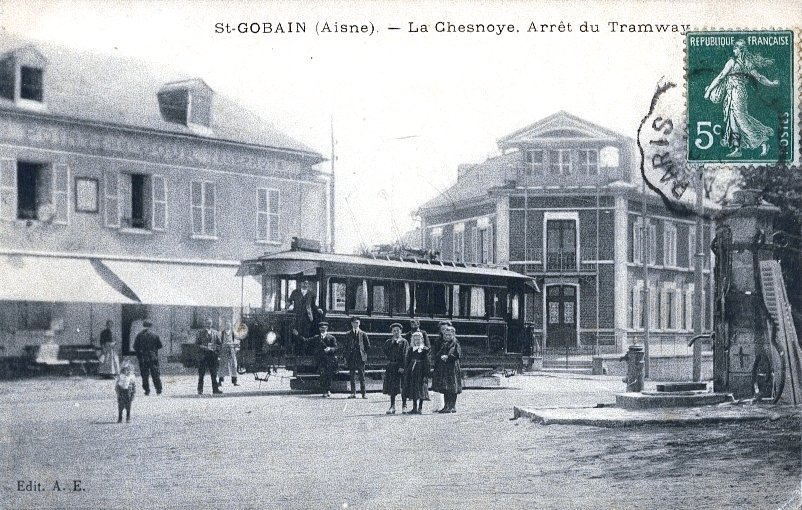
L'arrêt du tramway à La Chesnoye.
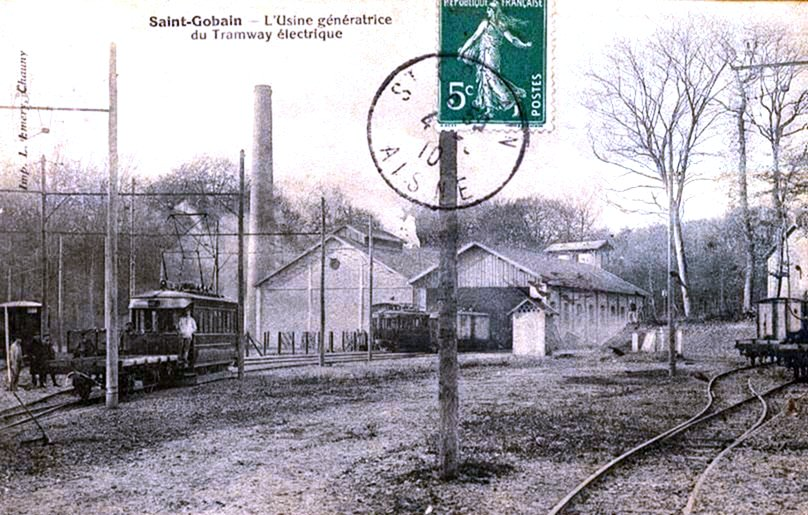
L'usine électrique du tramway.
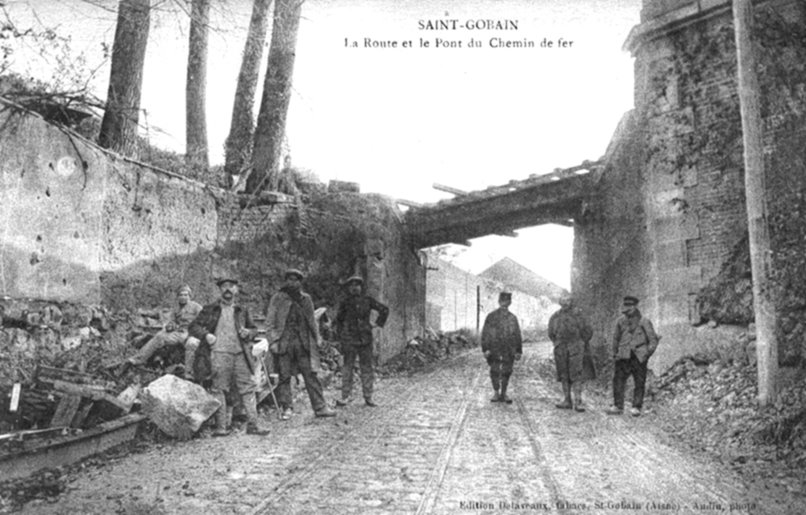
La route et le pont du chemin de fer en 1918.

Le bois de Saint-Gobain en 1918
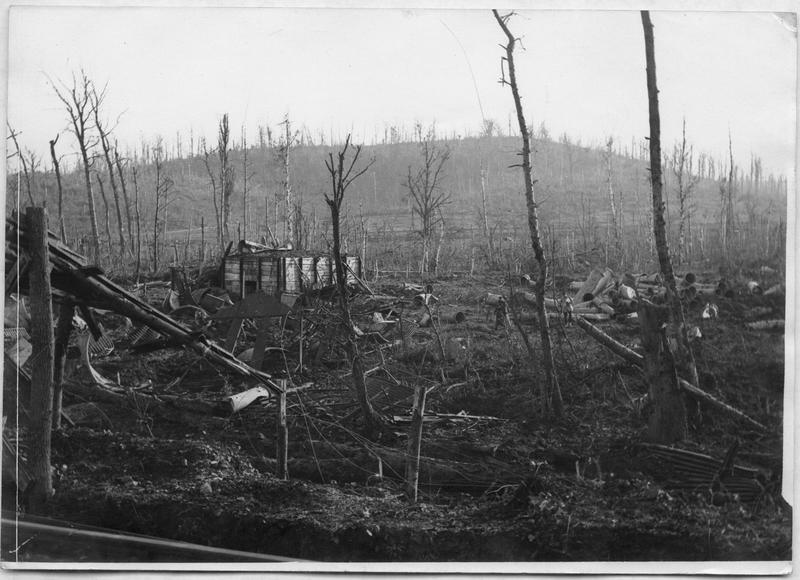
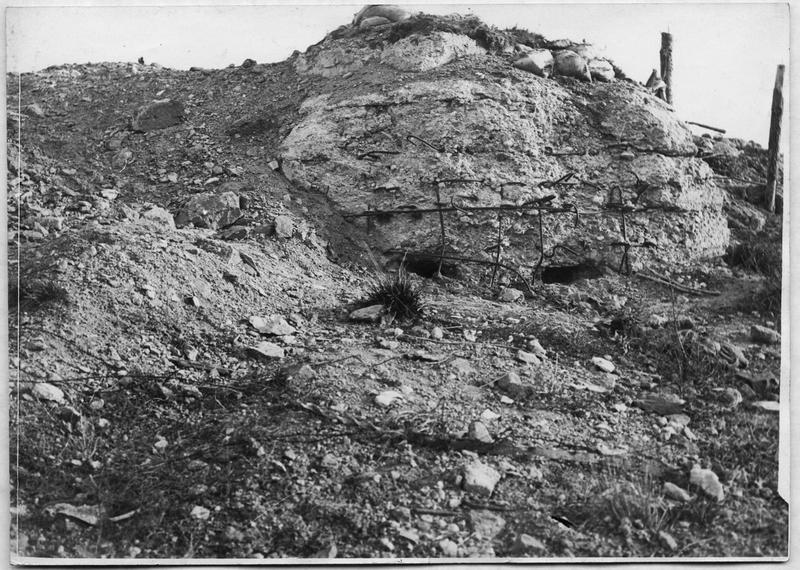
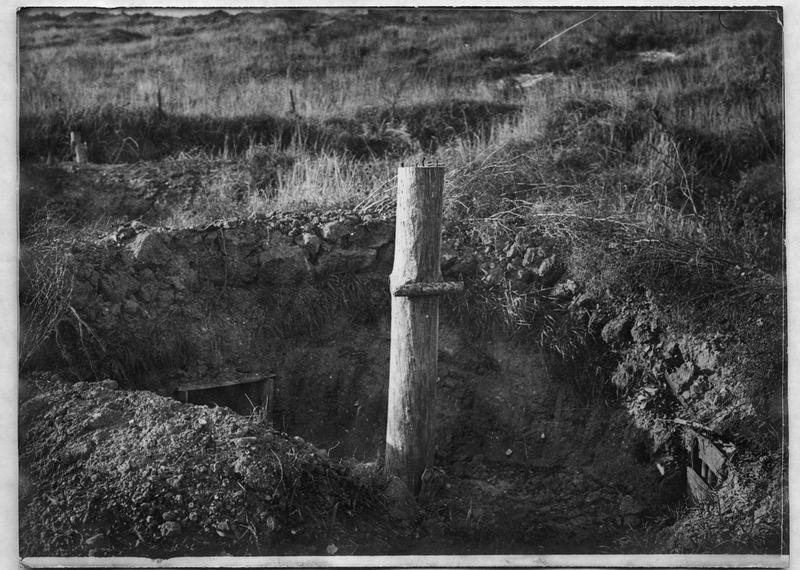
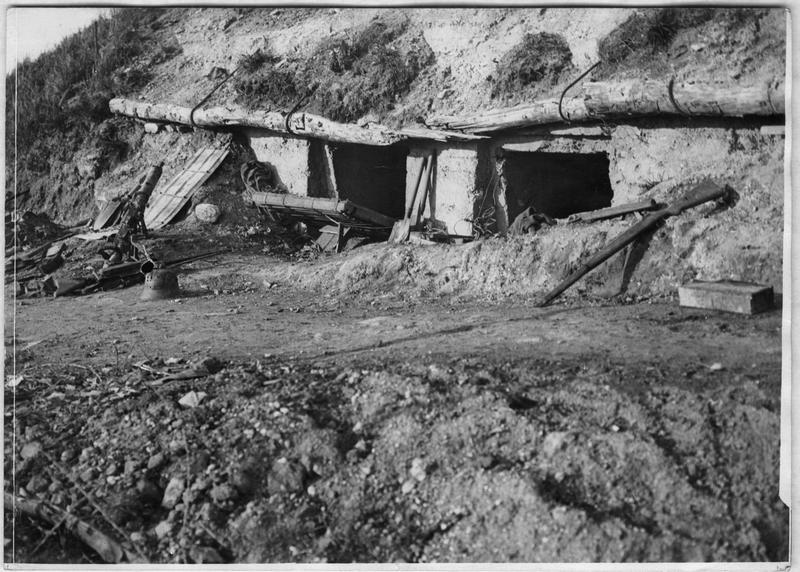
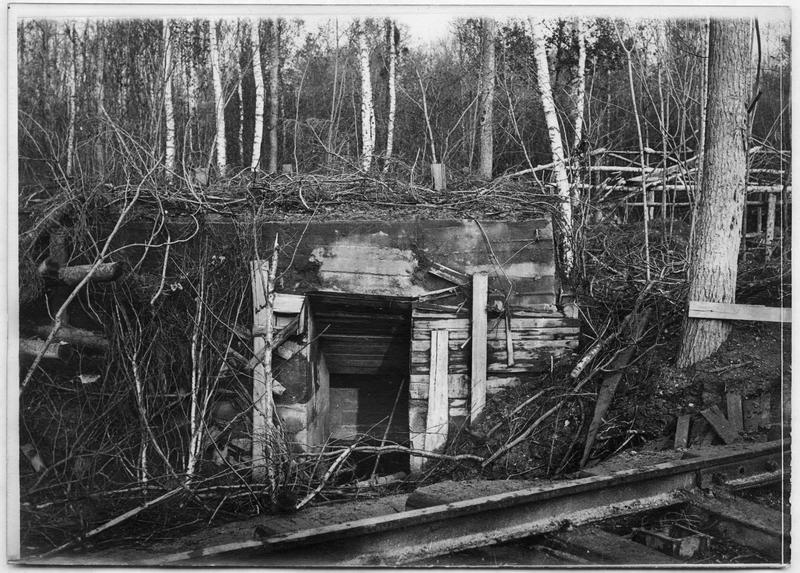

## Politique et administration

### Découpage territorial
La commune de Saint-Gobain est membre de la communauté d'agglomération Chauny-Tergnier-La Fère, un établissement public de coopération intercommunale (EPCI) à fiscalité propre créé le 1er janvier 2017 dont le siège est à Chauny. Ce dernier est par ailleurs membre d'autres groupements intercommunaux.
Sur le plan administratif, elle est rattachée à l'arrondissement de Laon, au département de l'Aisne et à la région Hauts-de-France. Sur le plan électoral, elle dépend du  canton de Tergnier pour l'élection des conseillers départementaux, depuis le redécoupage cantonal de 2014 entré en vigueur en 2015, et de la première circonscription de l'Aisne  pour les élections législatives, depuis le dernier découpage électoral de 2010.

### Administration municipale
| Période                                  | Période                    | Identité                      | Étiquette | Qualité |
| ---------------------------------------- | -------------------------- | ----------------------------- | --------- | --- |
| Les données manquantes sont à compléter. |                            |                               |           | |
| 1831                                     | 1837                       | Adrien Levêque                |           | |
| 1837                                     | 1871                       | François Quevastre            |           | |
| 1871                                     | 1878                       | Louis Hildevert Grandin       |           | |
| 1878                                     | 1881                       | Alfred Gibon                  |           | |
| 1881                                     | 1884                       | Louis Hildevert Grandin       |           | |
| 1884                                     | 1889                       | Jules Gronier                 |           | |
| 1889                                     | 1897                       | Charles de Massary            |           | |
| 1897                                     | 1902                       | Aristide Baudrez              |           | |
| 1902                                     | 1904                       | Paul Auguste Barbançon        |           | |
| 1904                                     | 1905                       | Louis Vuilliot                |           | |
| 24 septembre 1905                        | 16 mai 1908                | Louis Dutailly                |           | |
| 17 mai 1908                              | 9 décembre 1919            | Eugène Sartiaux               |           | |
| 10 décembre 1919                         | 23 août 1920               | Paul Fernand Barbançon        |           | |
| 24 août 1920                             | 25 août 1940               | Achille Gibon 1868 - 1940     |           | Il organisa la reconstruction de la ville après la Première Guerre mondiale,                                                |
| 19 septembre 1940                        | 18 mai 1942                | Louis Boudin 1875- 1967       |           | Sous-directeur de la manufacture des glaces en 1908 Concepteur du système de coulée en continu du verre plat.Démissionnaire |
| 26 mai 1942                              | 12 février 1960            | Marcel Bocquillon 1894 - 1975 |           | |
| 1960                                     | 1971                       | Armand Dufour                 |           | |
| 1971                                     | 1981                       | Michel Vuilliot               |           | |
| 1981                                     | 1995                       | Roland Renaux                 |           | |
| 1995                                     | mars 2001                  | Pierre Ghirardi               |           | |
| mars 2001                                | mars 2014                  | Guy Paquin                    |           | |
| mars 2014                                | En cours (au 14 juin 2021) | Frédéric Mathieu              | IDG       | Professeur Réélu pour le mandat 2020-2026,                                                                                  |

## Population et société

### Démographie
L'évolution du nombre d'habitants est connue à travers les recensements de la population effectués dans la commune depuis 1793. Pour les communes de moins de 10 000 habitants, une enquête de recensement portant sur toute la population est réalisée tous les cinq ans, les populations de référence des années intermédiaires étant quant à elles estimées par interpolation ou extrapolation. Pour la commune, le premier recensement exhaustif entrant dans le cadre du nouveau dispositif a été réalisé en 2004.

En 2022, la commune comptait 2 313 habitants, en évolution de +2,03 % par rapport à 2016 (Aisne : −1,97 %, France hors Mayotte : +2,11 %).
| 1793  | 1800  | 1806  | 1821  | 1831  | 1836  | 1841  | 1846  | 1851  |
| ----- | ----- | ----- | ----- | ----- | ----- | ----- | ----- | ----- |
| 2 023 | 2 013 | 2 119 | 2 339 | 2 338 | 2 378 | 2 256 | 2 186 | 2 210 |

| 1856  | 1861  | 1866  | 1872  | 1876  | 1881  | 1886  | 1891  | 1896  |
| ----- | ----- | ----- | ----- | ----- | ----- | ----- | ----- | ----- |
| 2 374 | 2 261 | 2 190 | 2 133 | 2 193 | 2 120 | 2 219 | 2 346 | 2 147 |

| 1901  | 1906  | 1911  | 1921  | 1926  | 1931  | 1936  | 1946  | 1954  |
| ----- | ----- | ----- | ----- | ----- | ----- | ----- | ----- | ----- |
| 2 317 | 2 268 | 2 305 | 1 586 | 2 196 | 1 976 | 1 909 | 2 217 | 2 535 |

| 1962  | 1968  | 1975  | 1982  | 1990  | 1999  | 2004  | 2006  | 2009  |
| ----- | ----- | ----- | ----- | ----- | ----- | ----- | ----- | ----- |
| 2 994 | 2 893 | 2 657 | 2 278 | 2 321 | 2 340 | 2 343 | 2 349 | 2 347 |

| 2014  | 2019  | 2022  | - | - | - | - | - | - |
| ----- | ----- | ----- | - | - | - | - | - | - |
| 2 248 | 2 294 | 2 313 | - | - | - | - | - | - |

### Principaux équipements
La commune dispose en 2021 d'un bureau de poste, dont l'ouverture se réduit progressivement depuis 2016
Le centre de rééducation et de réadaptation fonctionnelle Jacques-Ficheux est implanté à Saint-Gobain. La création d'une maison de santé est prévue l'intercommunalité en 2022 dans l‘ancienne halle des moulages de la manufacture,.

### Manifestations culturelles et festivités
- Festival des Vers solidaires, festival de musique, 13e édition en août 2017[51].
- Bobines Rebelles : le 4e festival du documentaire politique et social dans l'Aisne (avril 2014)[52].

## Culture locale et patrimoine

### Lieux et monuments
- Église Saint-Gobain de Saint-Gobain.du XIIIe siècle Elle contient un tableau de  Charles Lamy, « Le Christ que l'on met au sépulcre », restauré en 2020[53]
- Manufacture royale de glaces de miroirs, créée en 1665 par Colbert pour concurrencer les verriers italiens de Murano qui dominaient alors le marché européen. Elle fut la première usine fabriquant du verre à vitres permettant l'élaboration des fenêtres.

Berceau du groupe Saint-Gobain, aujourd'hui cette manufacture ne fonctionne plus mais l'on peut y voir le portail en pierre de taille de l'usine, fermée en 1995. Le verre de la pyramide du Louvre a été fabriqué dans cette usine.
- L'ancienne usine électrique du Tramway de Tergnier à Anizy - Pinon, aujourd'hui locaux communaux.
- Monument aux morts.

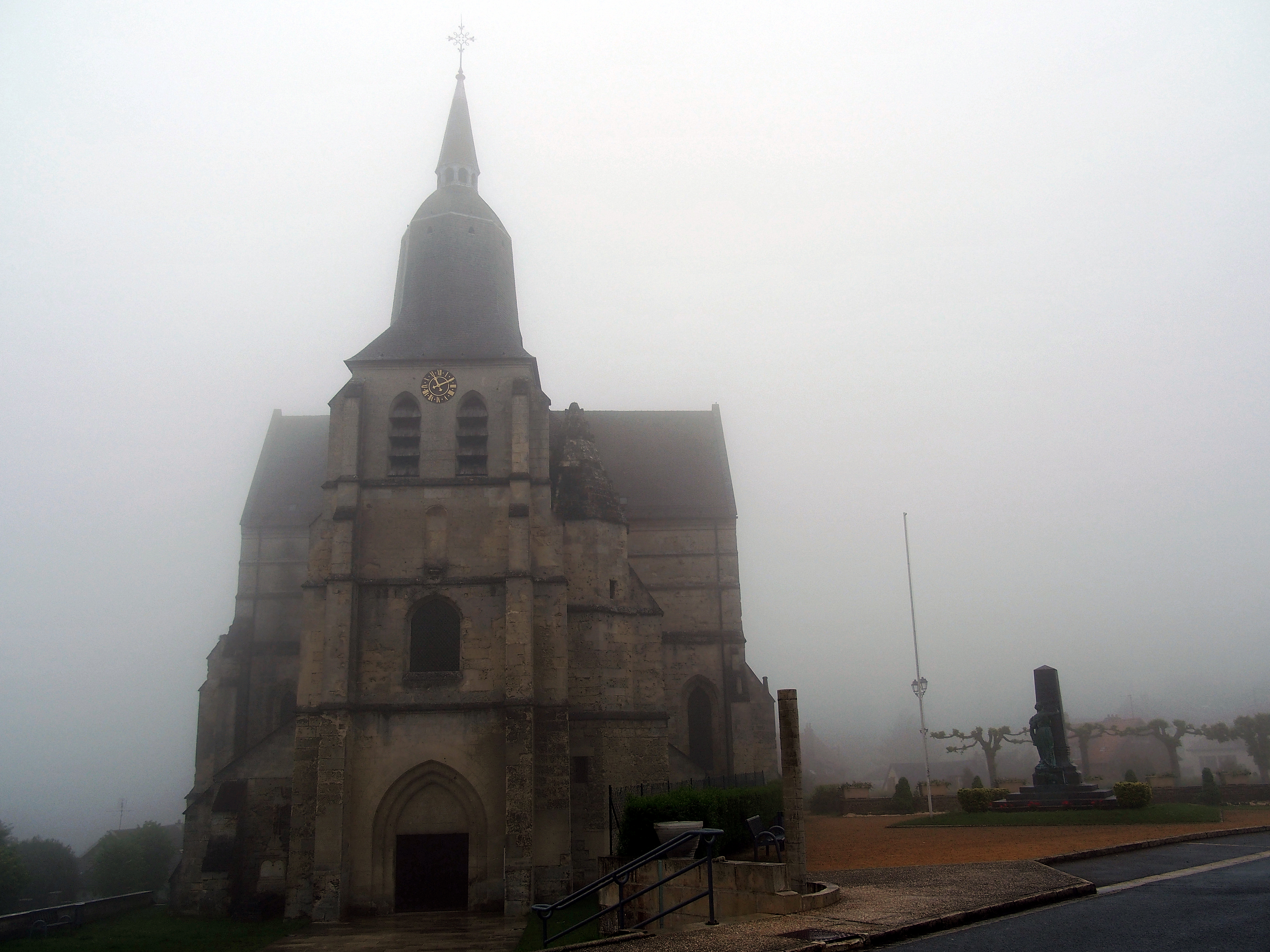
Église Saint-Gobain.
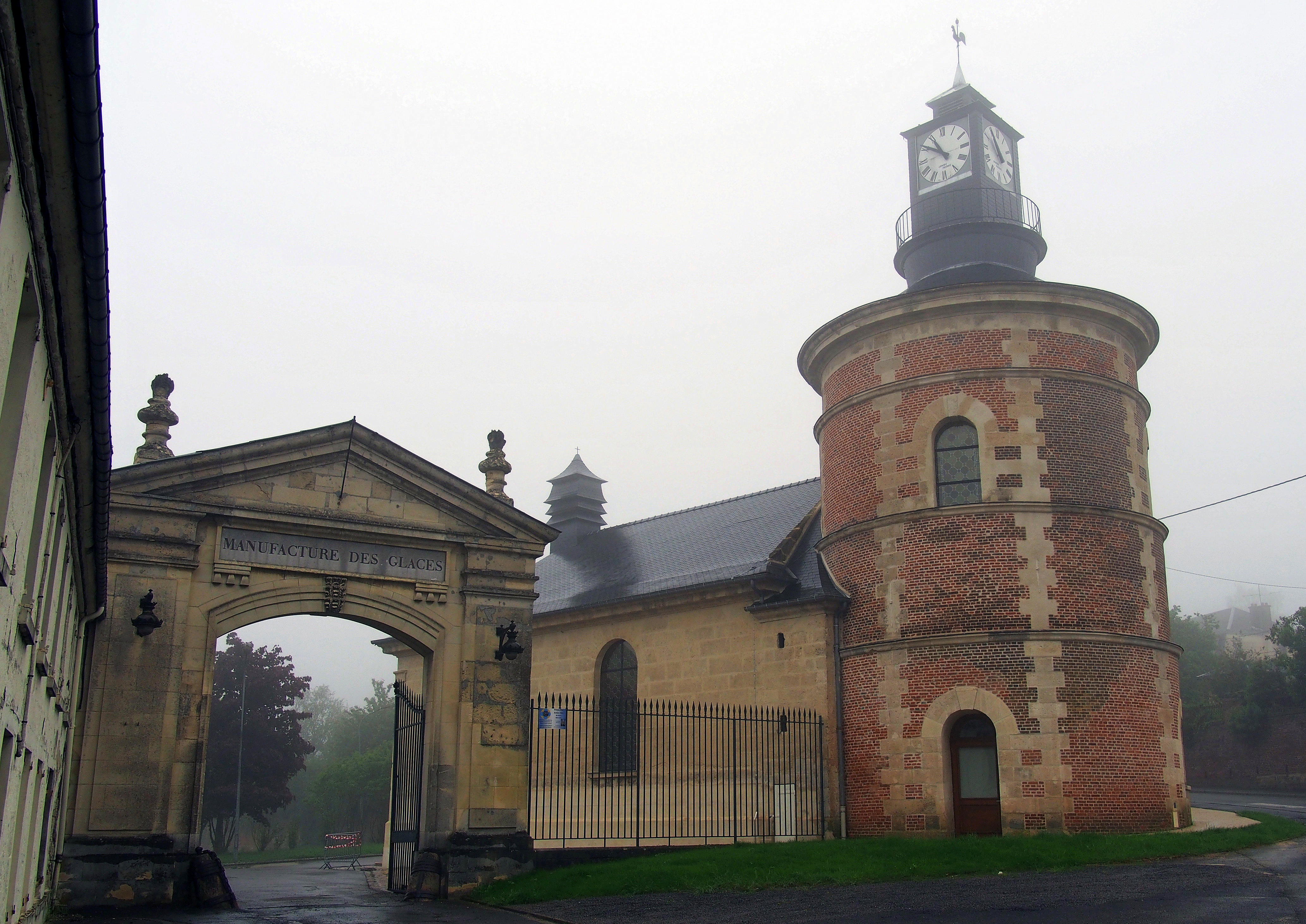
Manufacture des glaces de Saint-Gobain.
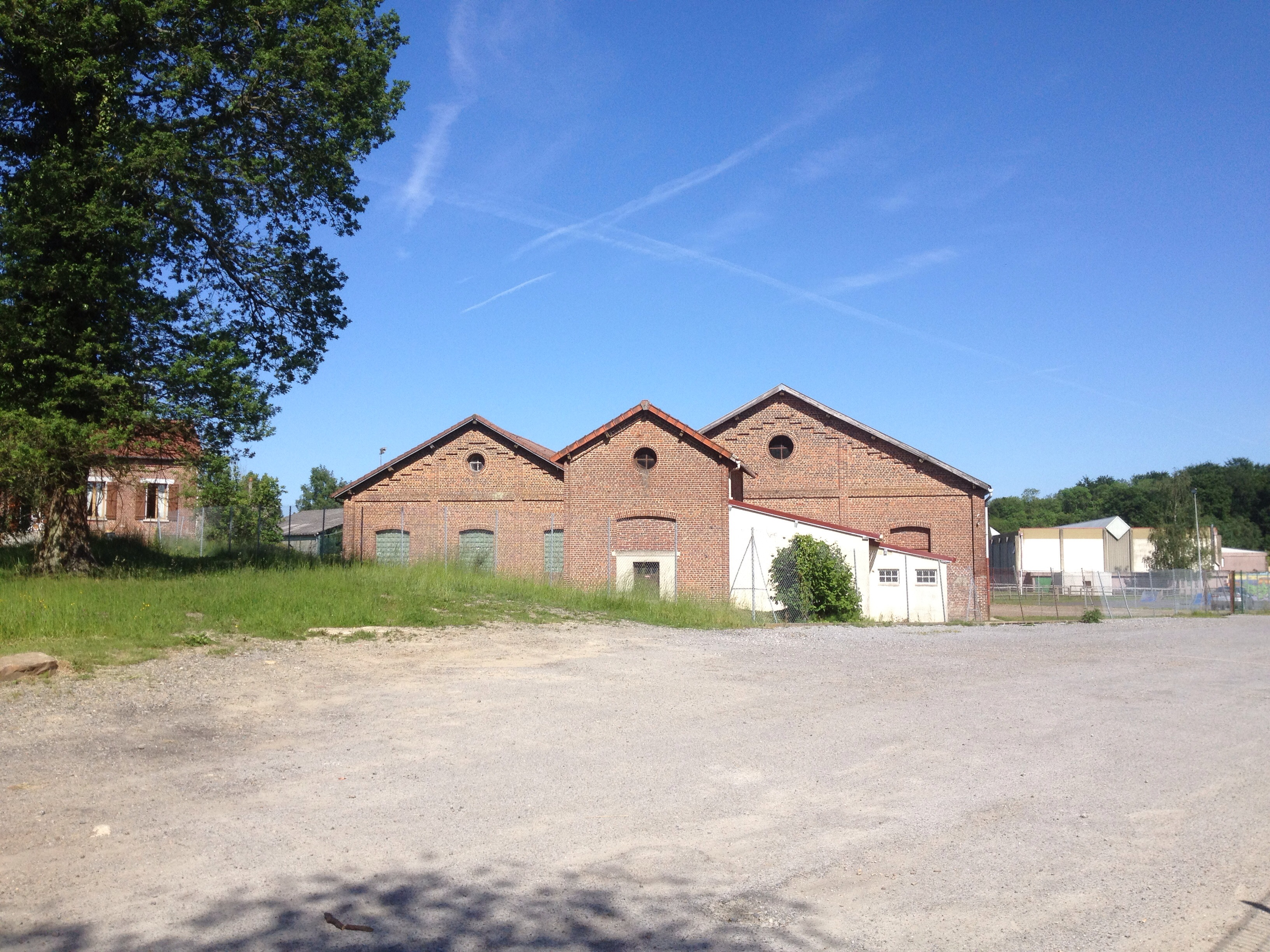
L'ancienne usine électrique.

### Personnalités liées à la commune
- Barthélémy Étienne Parant (1742-1817), général des armées de la République, décédé dans la commune.
- Jean-Charles-Julien Luce de Lancival (né à Saint-Gobain le en 1764 - mort en 1810), poète et auteur dramatique.
- Famille Leclère-Grandin : leurs legs ont permis la construction de la maison de retraite portant leur nom.
- Louis Victor Marcé (1828-1864) est inhumé dans le cimetière (carré Biver)[54].

Une liste de personnalités gobanaises se trouve sur le site internet de la commune à l'adresse suivante : http://ville-saint-gobain.fr/personnalites/

### Héraldique
| Blason de Saint-Gobain | Blason  | De sable aux trois salamandres d'argent rangées en pal, la première et la dernière contournées ; au chef coupé de vair et de gueules. Ornements extérieursCroix de guerre 1914-1918 |
| Blason de Saint-Gobain | Détails | Blason officiel |